# Civiltà precolombiane
Sono dette civiltà precolombiane le civiltà del continente americano che sorsero prima che Cristoforo Colombo arrivasse in America nel 1492. Queste civiltà avevano delle caratteristiche in comune: erano stanziali, organizzate in città, praticavano l'agricoltura ed avevano un'organizzazione sociale gerarchica. All'arrivo degli europei, molte di queste civiltà erano ormai decadute o in via di declino,  e sono conosciute solo attraverso i resti archeologici. Altre, invece, erano ancora vitali e sono conosciute grazie ai resoconti di conquistadores e missionari cristiani.

## Le civiltà

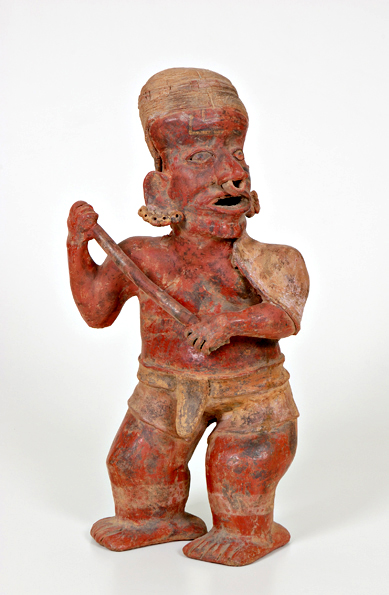
Figura di guerriero anziano con bastone. Messico occidentale, Nayarit meridionale, III secolo a.C.-IV secolo d.C. Stile San Sebastian rosso. Museo internazionale delle ceramiche in Faenza

Le civiltà precolombiane sorsero in Mesoamerica e in Sud America. È tuttora in corso un acceso dibattito sulla data in cui le Americhe vennero popolate dall'Uomo, data che era un tempo considerata non antecedente a circa il 12000 a.C. e che va invece sempre più spostandosi indietro nel tempo. In ogni caso, l'agricoltura stanziale nella valle del Messico centrale sembra iniziare attorno al 5000 a.C. e le prime terrecotte sono databili a circa il 2000 a.C. Scoperte archeologiche del 2023 hanno dimostrato che già nel 5.000 a.C. era noto l'uso dell'arco da freccia.
Sempre nel 2023 è stata rilevata nella valle del fiume Upano, in Ecuador, una civiltà precolombiana basata sull'agricoltura che risale al sesto secolo a.C. L'area monitorata è estesa a 300 km quadrati ed è composta da 15 città a giardino di cui cinque sono centri urbani maggiori, collegati tra loro da un complesso sistema di strade rettilinee lungo alcune decine di chilometri. Si tratta di una civiltà di 1.000 anni più antica di qualsiasi altra civiltà precolombiana complessa nota fino ad allora. La città più grande della rete è paragonabile per dimensioni all’altopiano di Giza in Egitto o a Teotihuacan in Messico.
La più antica civiltà mesoamericana, considerata tuttora la "cultura madre" per le capacità architettoniche e urbanistiche, fu la civiltà Olmeca che ebbe inizio intorno al 1500 a.C. e si sviluppò fino al 200 a.C. circa. Successivamente le principali furono: gli Aztechi, i Toltechi, i Maya, i Muisca, i Vicús e gli Inca. Nell'America del Nord, invece, gli insediamenti umani non raggiunsero un livello culturale così elevato come le civiltà appena nominate, in parte a causa della minore densità di popolazione ma, soprattutto, per le loro attività di seminomadismo. Alcune civiltà dell'America del Nord hanno tuttavia lasciato importanti tracce archeologiche di costruzioni e urbanizzazione molto simile alle culture messicane-andine. Gli Anasazi, antenati degli odierni Hopi e Zuñi, vissuti intorno al 1500 a.C. nella zona che oggi corrisponde agli stati dello Utah, Colorado, Arizona e Nuovo Messico, erano agricoltori e costruttori di templi per uso astronomico-rituale come le piramidi di Sand Canyon. Era rilevante la presenza dei cosiddetti Indiani d'America (nella moderna classificazione sia etnologica che storico-sociologica, la parola "indiani" riferita alle popolazioni dell'America del Nord è totalmente superata, trattandosi di un concetto che riporta l'errore noto di Cristoforo Colombo che credeva di essere arrivato alle Indie, nel suo viaggio del 1492; il termine oggi usato è "nativi americani" o "primi americani") che vivevano in pianure vicino laghi e fiumi.
Le civiltà precolombiane non utilizzarono mai la ruota per fini pratici. Avevano però il concetto di arco e di volta nell'architettura. Per questo, tutti i ponti erano sospesi, come si può ben vedere nelle profonde valli andine, in cui furono costruiti ponti, realizzati con materiali vegetali, che erano delle vere e proprie meraviglie architettoniche.
Inoltre, si può constatare lo scarso uso dei metalli per le guerre nonostante, in altri ambiti, il livello culturale fosse particolarmente elevato, come nell'osservazione degli astri, nella notazione del tempo (ad es. il calendario maya), nell'oreficeria e nell'artigianato.
Un altro elemento delle culture precolombiane, che raggiunse un alto grado di sviluppo, fu l'edificazione di templi e siti religiosi monumentali, come dimostrano le zone archeologiche di Cusco, Machu Picchu e Nazca nel territorio dell'Impero inca, sulle Ande e Teotihuacan, Templo Mayor a Città del Messico, El Tajín, Palenque, Tulum, Tikal, Chichén Itzá, Monte Albán in Mesoamerica.
L'economia delle civiltà più sviluppate era basata sull'agricoltura e l'alimentazione di base proveniva dalle coltivazioni di mais, fagioli o zucca, soprattutto in Mesoamerica, mentre i tuberi come la patata o la patata dolce (o patata americana), così come le radici della manioca, pianta originaria dell'America meridionale, costituivano le coltivazioni più importanti per questa parte del continente.
Le attività di caccia e di pesca apportavano i necessari complementi proteici e di grassi alla dieta. Tra le piante autoctone possiamo ricordare: il pomodoro, l'avocado, il merey, le arachidi, il cacao, l'ananas, ecc.
Gli animali domestici più importanti non erano presenti in America. Furono, infatti, introdotti dagli spagnoli. Ad eccezione dei cani e dei porcellini d'India per gli Inca e dei tacchini nell'America del Nord e nel Messico, gli animali domestici erano davvero scarsi. I lama, una varietà di camelidi presente nella regione andina, erano un'altra specie animale addomesticata per trasportare carichi, visto che erano molto resistenti e potevano sopportare fino a 40 kg sui sentieri delle Ande (dove la necessità di trasportare carichi era molto sentita), mentre l'alpaca veniva addomesticato per ottenere la sua lana, da sempre molto apprezzata. Invece, la vigogna e il guanaco, specie somiglianti ai lama ma più piccole, non furono mai addomesticate e venivano cacciate per ottenere carne, lane e pelli.

## Gli Aztechi
Gli Aztechi, che chiamavano sé stessi con il nome di "Mexica" (pronuncia: Mecsìca) da dove viene il nome della zona attuale appunto Messico, erano il popolo più religioso di tutti. Il loro anno era di 360 giorni; durante ogni anno venivano celebrate 8 feste di 20 giorni ciascuna, a cui venivano affiancati 5 giorni funesti. Ogni festa veniva accompagnata da riti comprendenti: preghiere, processioni, danze, canti, offerte e sacrifici sia animali che umani agli Dei; a seconda dalla classe sociale, ogni azteco aveva il proprio tempio con i propri Dei da venerare. Non meno importanti erano i riti di guerra, quelli privati familiari e quelli individuali, delle quattro fasi di vita: la nascita, il passaggio dall'adolescenza alla maggiore età, il matrimonio e la morte. I sacrifici umani erano al centro della loro religione a causa della genesi: secondo il mito della creazione, tutti gli Dei erano stati generati da una Coppia Suprema; una volta generati, essi divisero il Caos, creando la Terra e, sostenuto da quattro pali, il Cielo. La Coppia Suprema si vendicò trasformando i pali in alberi: l'unica irrigazione possibile era il sangue. Nella concezione azteca esisteva un quinto albero, centrale, che rappresentava il Templo Mayor di Tenochtitlàn, reputato centro del mondo. Nel frattempo, nel Cielo che si era diviso in strati, avevano trovato dimora il Sole e la Luna, che, per muoversi, richiesero anch'essi sangue. Fu per questo quindi che gli Dei, sostituiti da altri Dei, si sacrificarono, volendo evitare un ritorno al Caos con la conseguente distruzione del Cielo e della Terra. E per onorare il loro sacrificio.
Gli Aztechi, come moltissimi altri popoli, erano convinti che la Morte fosse necessaria affinché nascesse la Vita. Era questo, quindi, il motivo per cui si compiva una quantità innumerevole di sacrifici. Esistevano, poi, anche degli autosacrifici parziali (ad es. il taglio delle vene delle gambe o di altre parti del corpo) per penitenza (atto compiuto dai delinquenti), per aver finito una statuetta divina (autosacrificio degli scultori) o per aver scritto il nome di un Dio (pratica che riguardava i sacerdoti).
Dal punto di vista architettonico, la capitale Tenochtitlàn era piena di abitazioni, giardini e piramidi con i corrispettivi templi. La posizione era strategica: era lì che tutte le merci dell'America centrale dovevano fare sosta; ed erano i mercanti aztechi, abilissimi e a capo di vere e proprie compagnie commerciali a dettare legge.

## Gli antichi Maya
Anche la vita dei Maya, seppure in quantità minore, era influenzata dalla religione; erano venerati molti Dei, tra cui quelli: del Vento, del Mais, della Guerra e della Morte, in onore del quale, in rare eccezioni, venivano svolti sacrifici. Come gli Aztechi, credevano nella vita dopo la morte e anche nel paradiso e nell'inferno, entrambi suddivisi in scompartimenti; ciascun uomo era destinato a uno scompartimento nell'aldilà in base alla sua classe sociale di appartenenza. I buoni, quindi coloro che erano destinati al paradiso, erano quelli che osservavano i rituali in modo scrupoloso.
I Maya erano ottimi astronomi; conoscevano a fondo i cicli lunari e i movimenti del sistema solare, nonché il tema delle eclissi, a pieno studiato dai sacerdoti maya. Avevano già correlato la Stella Polare al Nord, avevano riconosciuto le costellazioni zodiacali e avevano anche identificato la Via Lattea, venerata come "Strada Bianca". I loro calendari erano, nella loro esattezza, basati sulle stagioni dell’agricoltura. Le osservazioni astronomiche servivano per predire il futuro, interpretare i segni divini e poter consigliare così i re.
I Maya come simbolo. La loro scrittura era una cosiddetta "scrittura a rebus" o logosillabica, in cui ogni glifo poteva rappresentare sia un oggetto che la lettera iniziale dell'oggetto stesso, molto simile, quindi alla scrittura geroglifica egizia.

## Gli Incas
Gli Inca amavano vivere tra le nuvole, infatti il loro impero montuoso era costellato di centri urbani, molti dei quali a più di 4000 metri di altezza sulla catena delle Ande. Le città, testimonianze delle loro formidabili capacità edilizie, erano collegate fra loro sia da ponti sospesi che da strade lastricate lunghe 16000 km. Ogni città aveva la sua piramide; la più conosciuta, forse, quella di Machu Picchu, situata a circa 2500 metri di altezza e che era un santuario esclusivamente femminile.
Dal punto di vista politico-governativo, la situazione degli Inca era molto simile a quella europea: i nobili, perlopiù mercanti e guerrieri, erano tutti parenti del re; il momento della successione al trono costituiva sempre, quindi, un bagno di sangue.
Il territorio inca era suddiviso in tanti distretti quanti erano i clan  cioè insieme tribale di famiglie con un antenato in comune (solitamente erano anziani) I prodotti di ciascun distretto venivano così spartiti: un terzo rimaneva per il clan, un terzo era offerto ai sacerdoti per il Dio Sole Inti e un terzo veniva spedito all'imperatore inca nella cassa dello stato. Gli Inca erano anch'essi agricoltori e allevatori. Il loro alimento principale era il mais, capace di adattarsi alle alte quote, che venivano piantati sui terreni resi fertili attraverso il guano, un fertilizzante prodotto con gli escrementi degli uccelli di mare della costa pacifica.
Gli Inca avevano inoltre appreso come conservare gli alimenti attraverso la disidratazione: gli alimenti venivano esposti al sole e al gelo notturno per una decina di giorni, dopodiché venivano ricoperti di paglia e poi compressi, per perdere i residui di acqua. Al momento del consumo, le donne idratavano nuovamente gli alimenti.
Come animali domestici, gli Inca più di tutti facevano affidamento sul lama, sul guanaco e sulla vigogna, tutte e tre specie di cammelli, abilissime sulle montagne. Questi animali garantivano la lana e il latte necessari al sostentamento, in particolare il lama veniva utilizzato per trasportare i carichi e per il latte, il guanaco per la lana, particolarmente calda anche se ruvida, mentre la vigogna, dalla lana morbidissima, era destinata ai nobili.
Gli Inca erano insuperabili orefici. Le loro montagne ricche di oro, cosa di cui, però, non si interessavano granché: infatti, per i nativi americani avevano più valore le piume degli uccelli rari, simbolo di potere imperiale.
Gli Inca eccellevano anche nel campo medico: gli scheletri rinvenuti dimostrano una conoscenza della chirurgia talmente avanzata da saper sanare le fratture o da saper trapanare il cranio ed estrarre un tumore.
Infine, gli Inca, più di altri, furono legati agli sciamani, figure che, nella mentalità inca, rimanevano l'unico modo di entrare in contatto e comunicare con gli antenati; per questo motivo, i defunti di alto rango venivano mummificati, con la speranza di conservarli; il cadavere veniva avvolto in salme da cotone, riposto in tombe riempite di sabbia, in grado di rendere l'ambiente più asciutto e il tutto veniva affidato al clima secco montuoso. Tra le mummie ritrovate, ci sono anche bambini, vestiti con abiti di taglia più grande come augurio di crescita nella vita dell'aldilà, che erano stati offerti come sacrificio alla Montagna, molto presumibilmente storditi da droghe prima della loro uccisione.

## Tratti comuni
Aztechi, Maya e Inca vivevano in un clima tropicale, che modellò il paesaggio americano portando vastissime foreste pluviali (l'Amazzonia), deserti (ad es. il deserto di Atacama, tra gli odierni Perù e Cile), laghi di sale (ad es. il Salar de Uyuni, nell'attuale Bolivia) e paludi, in un continente attraversato verticalmente da una lunga catena montuosa che nel subcontinente settentrionale prende il nome di Rocky Mountains, le Montagne Rocciose, mentre nel subcontinente meridionale diventa Cordillera de los Andes, la Cordigliera delle Ande.
Per costruire la loro capitale, Tenochtitlàn, nella zona del Messico centrale, dove ora sorge Città del Messico, gli Aztechi dovettero bonificare alcune paludi; riuscirono a costruire su alcune isolette collegate da ponti sul lago di Texcoco una città simile a Venezia.
Nella parte più calda e umida dello Yucatán vivevano i Maya, i quali avevano avviato un processo di deforestazione per costruire centri urbani (ad es. la capitale Tikal), piramidi e per trovare terreno adatto alla coltivazione del mais.
I più meridionali, gli Inca, i quali dovevano sopportare il freddo delle Ande, perfezionarono le loro abilità di ingegneria, riuscendo a fondare città, come la capitale Cusco, anche a quote altissime (sulle Ande si arriva a 4000 metri).
Le tre civiltà avevano numerosi aspetti in comune. Parlavano una lingua proveniente da uno stesso ceppo linguistico originario, eseguivano sacrifici umani durante i rituali e costruivano i templi in cima alle tipiche piramidi.
Era pratica comune lo sciamanesimo, insieme di riti effettuati da uno sciamano (letteralmente un "uomo che vede nel buio", uno stregone o una strega, un veggente, un guaritore, che entrava in contatto con spiriti o forze naturali e soprannaturali al fine di aiutare la comunità). Non sembrava sapessero dell'esistenza della ruota, ma conoscevano e sapevano sfruttare nella loro architettura l'arco e la volta. Un esempio sono certamente i ponti sospesi, spesso realizzati con materiali vegetali, degli Aztechi, ma anche e soprattutto quelli degli Inca, che raggiungevano altezze vertiginose.
Per quanto riguarda, poi, la scrittura, siamo a conoscenza solo di quella dei Maya e degli Aztechi, nonostante si potrebbe accettare come sistema di scrittura anche l'usanza tipica degli Inca di utilizzare delle corde colorate annodate per i conti. Purtroppo ci restano pochissime testimonianze letterarie di questi popoli. Il motivo principale fu la conquista spagnola, che portò il saccheggio e il rogo di numerosi reperti; tuttavia, tra le opere letterarie più significative a noi giunte, ricordiamo il Popol Vuh (una raccolta di leggende e miti riguardanti la creazione del mondo) e l'Apu Ollantay, il poema drammatico inca più antico a noi sopravvissuto attraverso manoscritti, che narra la storia d’amore a lieto fine tra il generale inca Ollantay e la principessa Qoyllur, inizialmente impedita dalla condizione sociale inferiore del giovane.
La società era fortemente gerarchizzata, con al vertice il re divinizzato e, dall'alto verso il basso, la classe molto influente dei sacerdoti, i quali avevano il monopolio sulla scrittura e sulle decisioni della comunità essendo in rapporto con le divinità, la classe dei nobili costituita dai guerrieri e dai mercanti, la classe degli uomini liberi e, infine, la classe degli schiavi (che però era assente nella società inca).
Alla base delle loro società c'era la famiglia, qualche volta facente parte di un clan; tutte le famiglie delle classi sociali medie erano vincolate alla monogamia, ma esisteva il divorzio; l'adulterio era punito con la pena di morte (solitamente gli adulteri venivano infilzati vivi con spine e venivano lasciati morire dissanguati). Al contrario, i nobili avevano il privilegio della poligamia e del concubinaggio, ciò che portò a numerosi figli illegittimi. L'attività sociale più importante era l'educazione dei figli, i quali venivano spesso affidati alle madri. Nonostante ciò, però, l'intera società era guidata dall'educazione piramidale: i figli venivano educati dai genitori a loro volta educati dagli anziani; i civili erano educati dai sacerdoti e colui che educava tutti era la figura dell’imperatore.
Nelle classi sociali medie, i figli avevano una diversa educazione a seconda del loro genere: i maschi dovevano apprendere l'arte dell'agricoltura, della caccia, dell'artigianato (ceramiche) e l'intreccio delle piume, mentre le femmine dovevano imparare a pulire e cucinare; nel caso di bisogno di punizioni, queste erano crudeli: si veniva fustigati, graffiati con spine o anche obbligati a inalare il fumo del peperoncino piccante.
Per quanto riguarda, invece, la classe sociale dei nobili, i figli venivano affidati a scuole "pubbliche", dove si insegnava loro la lettura e la scrittura, oltre che arti come la musica, il ballo, l'arte bellica e le buone maniere, che comprendeva il rispetto per gli anziani e la sopportazione di condizioni di vita sfavorevoli come fatiche, cibo pessimo e veglie abbondanti con scarsi riposi. Le figlie, invece, raggiunti gli otto anni, erano destinate alle scuole dei templi, dove venivano sottoposte, come i maschi, a lunghe veglie e a duri digiuni, mentre imparavano la tessitura, l'accensione del fuoco tramite lo sfregamento di bastoncini di legno, il ballo e il canto.
Anche il sistema giuridico era complesso. Esistevano due tipi di delitti, quelli contro lo Stato e quelli contro privati. I castighi erano nelle mani del popolo affinché fosse il popolo il difensore del proprio equilibrio sociale. Le punizioni, però, dipendevano anche dalla classe sociale della vittima e del criminale. Esistevano, comunque, alcuni delitti le cui pene erano prestabilite:
- l'omicidio: era il crimine peggiore; la sua punizione variava a seconda dell’intenzionalità: se premeditato, l’assassino andava incontro alla morte (ad es. attraverso la lapidazione, lo strangolamento o la bastonatura); se invece avveniva durante una rissa o per gelosia, i casi potevano essere due: se la vittima era un uomo comune, l’assassino era frustato, se la vittima era un nobile, l'assassino veniva squartato.
- gli stupri: era un crimine posto alla pari dell'omicidio; a un uomo, di qualsiasi classe sociale fosse, che avesse disonorato una donna, veniva tagliato pubblicamente in piazza, il volto su entrambi i lati, a partire dal mento fino alla fronte.
- delitti contro le proprietà private (ad es. furti da proprietà private come i campi) o ai danni delle strutture pubbliche (ad es. atti di vandalismo o furti di beni comuni, come le acque per l’irrigazione): venivano puniti in vari modi, tra cui il taglio dei capelli (atto vergognoso che rendeva i delinquenti simili agli schiavi), la fustigazione, il taglio del naso.
- in caso di dubbio: l'imputato era rinchiuso per due giorni in un carcere insieme a animali selvaggi; la sua sopravvivenza, nella mentalità dei nativi americani, dipendeva dalla sua innocenza, mentre la sua morte dalla sua colpevolezza.

Dal punto di vista dell'alimentazione, nei territori dell'America centrale e meridionale erano presenti molte categorie di piante e cibi: mais, patate (tra cui anche patate dolci o batate), zucche, girasole, tabacco (che inizialmente costituiva una medicina), fagioli, peperoncini (chiamati chili), peperoni, pomodori, cacao, ananas, fichi d'India, cetrioli. Alla base del sistema alimentare c'era anche la carne: lepri, fagiani, anatre, ma anche scimmie, cani, bisce, serpenti d'acqua e, in grande quantità, formiche. Esistevano però animali sacri le cui carni non venivano cucinate; essi erano gli animali presenti nei miti più antichi, come il giaguaro, il serpente o il cervo (anche se le corna del cervo erano indossate da alcuni guerrieri). I nativi americani avevano pochi animali domestici, tra cui il tacchino, i cani, i porcellini d'India e i lama (che utilizzavano principalmente per il trasporto di merci).

## Arte
L'arte precolombiana aveva raggiunto un notevole successo sia grazie al vasto territorio sia per le differenti condizioni economiche, culturali e sociali. Se nelle società più progredite si svilupparono sia le arti figurative sia le costruzioni di opere monumentali religiose e pubbliche, nel resto del continente la produzione non andò oltre il livello tribale.

Maschera azteca

Nell'America settentrionale gli Eschimesi ornarono con scene realistiche le teste di arponi, pipe e di altri oggetti di uso quotidiano, oltre a decorare le rocce dell'Alaska con pitture figurative e realizzare statuine in legno o in avorio.
Nelle regioni del nord-ovest le prime forme di scultura furono eseguite sulla pietra, seguite nel corso del tempo da quelle sul legno, che raggiunsero buoni livelli di armonia, come nel caso dei pali totemici. Lo stile si mantenne nel tempo figurativo e le immagini rappresentate furono quelle umane e animali. La scultura in legno era affidata agli uomini, mentre le donne si occupavano di fabbricare pregevoli coperte con temi simili alle sculture.
Nelle grandi pianure del nord l'arte più diffusa fu la pittura naturalistica, dapprima a motivi geometrici e poi raffigurante scene di caccia e di guerra.
Nell'area comprendente l'Arizona e il Nuovo Messico, prima del 1000 d.C. fiorì la produzione di ceramiche, di mosaici raffiguranti divinità e animali in stile realistico, di decorazioni con affreschi a carattere mitologico.

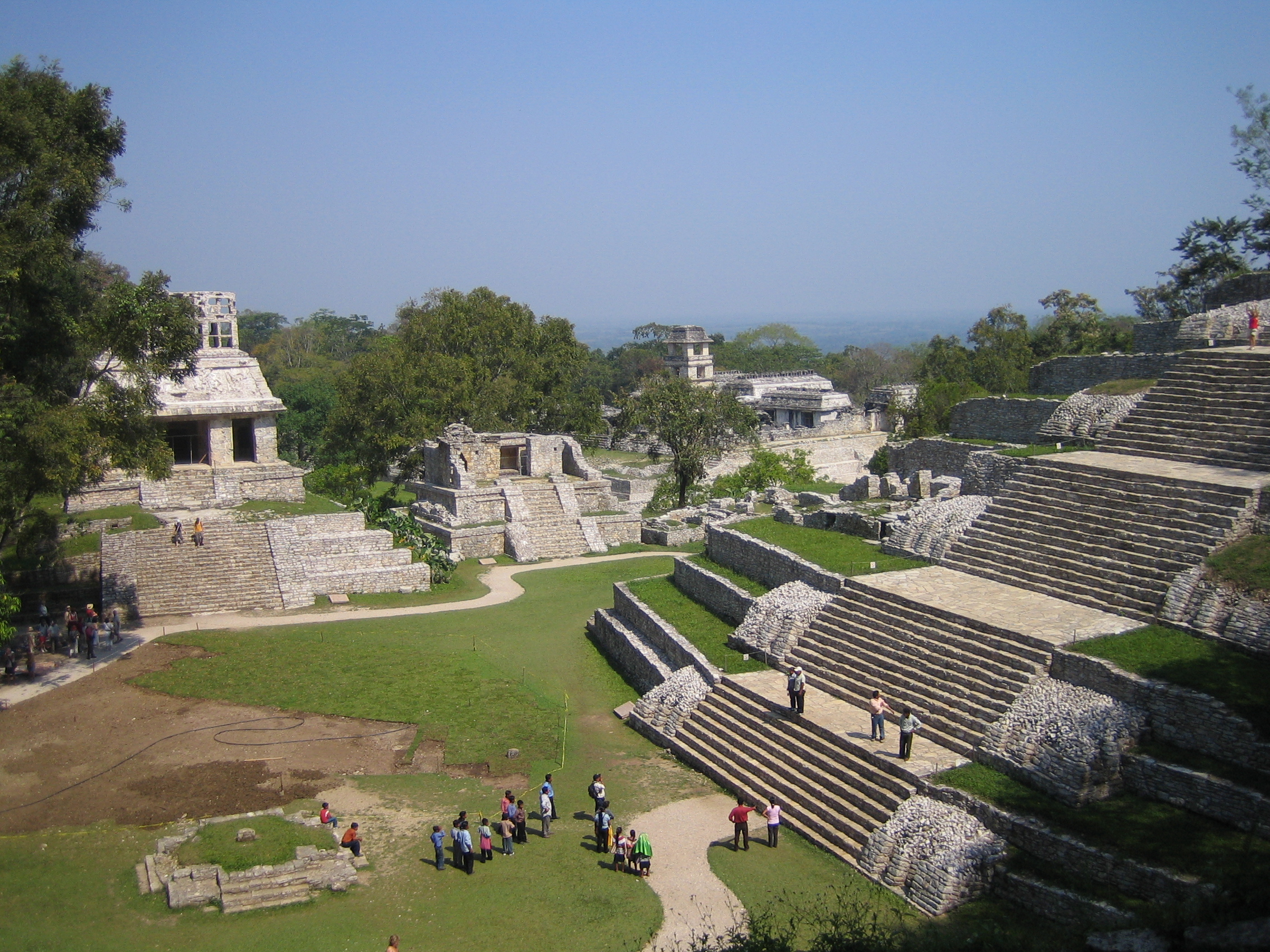
Strutture architettoniche Maya

Nell'America centrale, la produzione artistica più antica fu quella olmeca, contraddistinta da enormi statue e maschere in giada a cui seguì l'arte tolteca (450-1000 d.C.), caratterizzata da un'architettura monumentale e dalla lavorazione della creta.
Se gli Zapotechi si distinsero per la lavorazione dei metalli, gli Aztechi, a partire dal 1300 circa, fecero grande uso di sculture e architetture a fini religiosi e politici, tra le quali strutture piramidali ornate con imponenti bassorilievi. Inoltre raggiunse alti livelli di qualità la produzione di mosaici, la ceramica e i lavori in piuma.
I Maya toccarono i vertici artistici nell'architettura, come evidenziato dai templi, dai monasteri, dagli osservatori astronomici, costruiti con piante complesse e soffitto a pseudovolta. Le pitture vivaci apparvero più che altro decorative e raffiguranti cerimonie e sacrifici, mentre le sculture celarono ragioni simboliche.
Articolata e suddivisa in ben sette fasi storiche fu l'arte andina, dal periodo tessile-ceramico a quello architettonico-scultoreo avente il tema principale del demone-felino.

## Letteratura
Risultarono rare le testimonianze di opere letterarie, anche per le distruzioni compiute dai conquistatori. Nell'America settentrionale sono pervenuti sino a noi canti di guerra, di caccia, rituali, leggende e miti.
Dell'America centro-meridionale l'opera più significativa sopravvissuta è il Popol Vuh che raccoglie leggende mitologiche riguardanti la creazione del mondo. Il poema drammatico Ollantay prodotto dalla civiltà incaica apparve importante per la sua purezza linguistica.

## Medicina
Prima della sua scoperta da parte dell'Europa, il territorio delle Americhe ha ospitato in vari periodi storici, molti diversi tipi di società, culture e civiltà, cosicché possiamo trovare esempi di medicina neolitica più primitiva, di sciamanesimo e di medicina quasi tecnica sviluppata nelle epoche di maggiore splendore delle civiltà Maya, Inca e Azteca. Esistono, senza dubbio, alcune caratteristiche comuni alle varie civiltà precolombiane, come la concezione magico-teurgica della malattia, intesa come castigo divino e l'esistenza di individui particolarmente legati alle divinità, capaci di esercitare la funzione di guaritori.

## Periodi archeologici
I periodi archeologici americani sono classificati secondo una convenzione proposta nel 1958 dai due archeologi americani Gordon Willey e Philip Phillips, che prevede 5 periodi o fasi (stage nella terminologia originaria degli autori).
1. Fase Litica (o Periodo Paleo-indiano) (prima dell'8000 a.C.)
2. Fase Arcaica (o Periodo Meso-Indiano) (fra l'8000 e il 1000 a.C.)
3. Fase Formativa (fra il 1000 a.C. ed il 500 d.C.)
4. Fase Classica (dal 500 al 1200 d.C.)
5. Fase Post-classica (dal 1200 d.c. alla conquista spagnola, dal 1492 in avanti)

Successivamente a questa definizione sono state proposte ulteriori classificazioni a carattere regionale che vanno a dettagliare e integrare la precedente al fine di avere una classificazione che consenta di distinguere le varie culture in base al tempo ed allo spazio.
È opportuno notare che delle cinque fasi suddette, solo le prime tre si applicano al Nord America, essendo le ultime due applicabili solo alle civiltà del Meso e Sud America. Per questa ragione spesso, quando si fa riferimento all'archeologia del Nord America, la fase Formativa viene anche chiamata Neo-arcaica o Post-arcaica.

### Fase Litica
La fase Litica, detta anche periodo paleo-indiano, è quella delle culture post-glaciali di cacciatori-raccoglitori. È caratterizzata da strumenti e armi in pietra scheggiata. La popolazione era scarsa e molto sparpagliata sul territorio. Nella maggior parte dei luoghi questa fase può essere datata prima del 8000 a.C. Alcuni esempi di tale fase sono la cultura Clovis e la cultura Folsom.

### Fase Arcaica
La fase Arcaica, detta anche periodo meso-indiano, è caratterizzata da un'economia di sussistenza basata su un utilizzo più intensivo delle risorse naturali. La caccia permane, ma sono interessate maggiori varietà di animali. Inoltre compare una prima fase di coltivazione di piante domestiche, anche se non si può parlare di agricoltura. Vengono inoltre sviluppati attrezzi e utensili in pietra e compaiono le tecniche di macinazione a pietra. Nelle zone umide sono stati ritrovati grandi accumuli di molluschi che suggeriscono un possibile sfruttamento del loro allevamento. Il periodo può essere datato all'incirca dall'8000 a.C. al 1000 a.C.. Durante la media fase Arcaica (circa 6000-3000 a.C.) iniziò la costruzione dei tumuli (sito di Watson Brake 3400 a.C. circa). Esempio di culture arcaiche sono la cultura delle grandi pianure, le culture Paleo-artiche nel Nord America, la cultura Basketmaker del sud-ovest e la cultura di Poverty Point nel sud-est.

### Fase Formativa
La fase Formativa è una cultura caratterizzata dalla presenza di una agricoltura del granturco e/o della manioca, e dalla integrazione socio-economica positiva di tale agricoltura in una consolidata vita sedentaria del villaggio. La maggior parte di queste culture possono essere datate fra il 1000 a.C. e il 500 d.C.. Esempio di questo tipo di culture sono: la cultura di Adena, la cultura Olmeca, la cultura Woodland, la cultura Oneota e la cultura del Mississippi.

### Fase Classica
La fase Classica è una cultura caratterizzata dall'inizio dell'urbanizzazione. Si assiste inoltre a una maggiore evoluzione delle arti, sviluppi artigianali specializzati ed evoluzione delle architetture religiose, con realizzazione di grandi centri cerimoniali. Vi è inoltre l'inizio dello sviluppo della metallurgia. Secondo Willey e Phillips questo stadio di evoluzione viene raggiunto solo nel Mesoamerica e nel Perù nel periodo dal 500 d.C. al 1200 d.C. Esempi di questo tipo di cultura sono i primi Maya e la cultura dei Toltechi nel Centroamerica e la fase finale della cultura Moche e la civiltà Nazca nel Sudamerica.

### Fase Post-classica
La fase Post-classica è caratterizzata da una spinta all'urbanizzazione. Le città vengono realizzate attorno a nuclei politico-religiosi costituiti da templi, piramidi e palazzi governativi. Le zone urbane ospitavano quindi non solo i governanti, il clero ed i loro entourage, ma anche artigiani e gestori di servizi. Le società sono inoltre fortemente militarizzate e mostrano una tendenza alla secolarizzazione. Queste civiltà possiedono una metallurgia sviluppata. Anche questa fase è limitata geograficamente all'area del sud Messico e adiacente Centroamerica e all'area peruviana-boliviana. Il periodo temporale è quello che va dal 1200 d.C. in avanti fino alla conquista spagnola del Messico e del Perù. Esempi di culture considerate Post-classiche includono gli Aztechi e la cultura tarda Maya nell'America centrale, gli Inca e le pre-culture regionali del Perù, quali i Chimú e la cultura Chancay.

## Elenco delle civiltà precolombiane

### America del Nord
Paleoamericani 
- Cultura Clovis
- Cultura Folsom
- Cultura Dalton

 Culture arcaiche 
- Cultura delle grandi pianure
- Culture Paleo-artiche
- Culture arcaico-marittime
- Popolo dipinto di rosso
- Anasazi
- Cultura di Fremont
- Cultura Woodland
- Cultura del Mississippi
- Cultura Oneota

### Mesoamerica
- Aztechi (o Antichi Mexica)
- Taino
- Ciboney
- Huaxtechi
- Mixtechi
- Antichi Maya
- Olmechi
- Pipil
- Taraschi
- Teotihuacan
- Tepanechi
- Toltechi
- Totonachi
- Antichi Zapotechi

### America meridionale
- Aymara
- Charrúa
- Chavin
- Chimú
- Chachapoyas
- Chechehet
- Diaghiti
- Guane
- Guaraní
- Huari
- Inca
- Mapuche
- Moche
- Muisca
- Nazca
- Paracas
- Puelche
- Quechua
- Selknam
- Sicán
- Sinù
- Tairona
- Tehuelche
- Tiahuanaco
- Toba